# Monyo
Le moyo, nom de même source que le mojo des îles Canaries (Espagne), tous deux tenant du portugais molho qui signifie littéralement «sauce», est une sauce de la cuisine béninoise. 
Il est plus consommé dans le sud du pays et est essentiellement à base d'ingrédients crus:  tomates fraîches, oignon, un soupçon d'huile végétale, du sel, une bonne quantité de piment (ce qui lui donne son piquant et son goût assez relevé); traditionnellement il se prépare à froid, sans feu, ou légèrement et très rapidement mis à feu doux; il se déguste avec du wɔ̌, de l'akassa ou du piron (pâte cuisinée de garri) blanc. il est souvent agrémenté de moutarde (afitin) et de poisson fumé,,,,,,. 

## Galerie

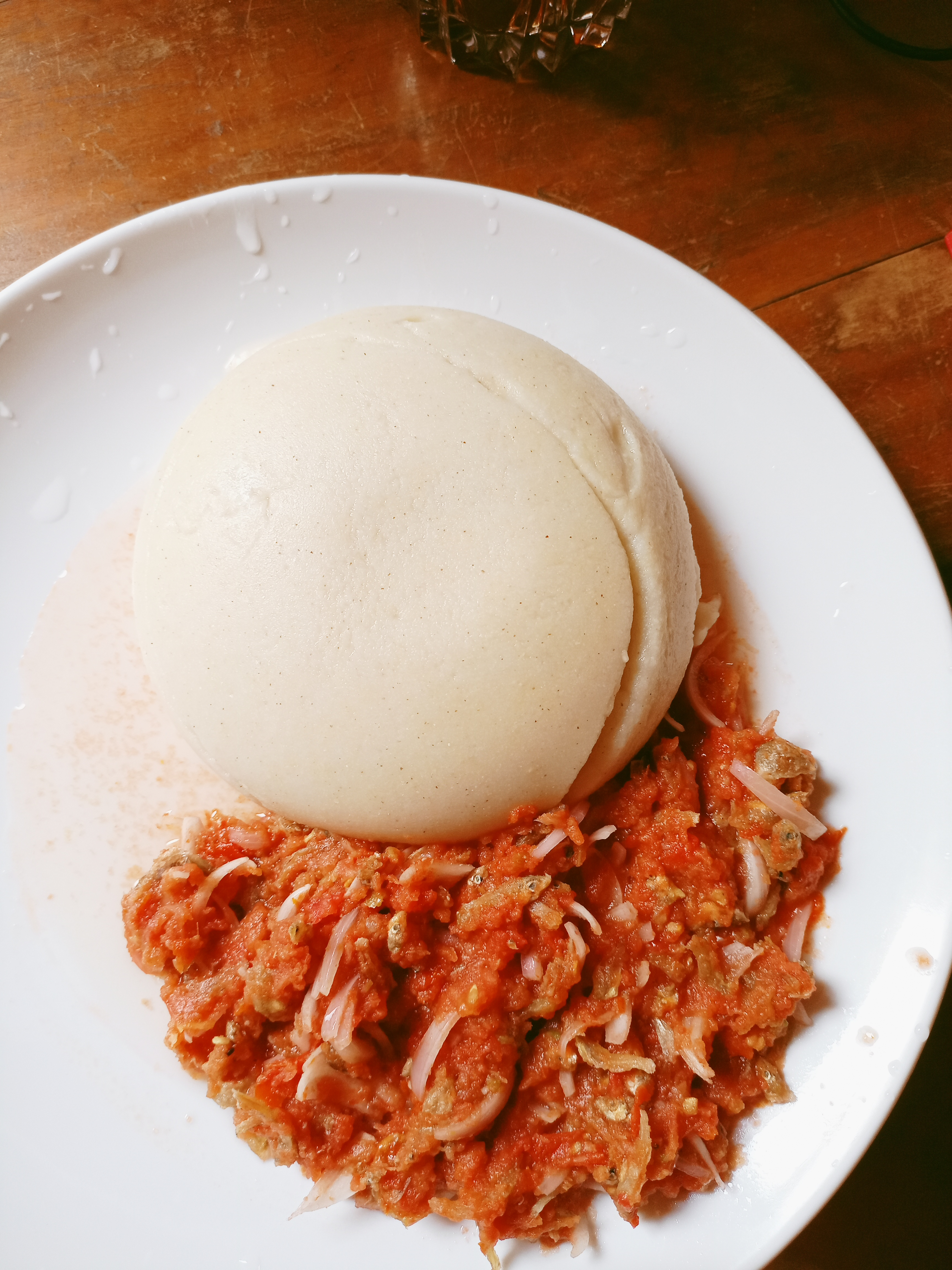
Monyo ou Moyo avec des frétins accompagné de la pâte de maïs.
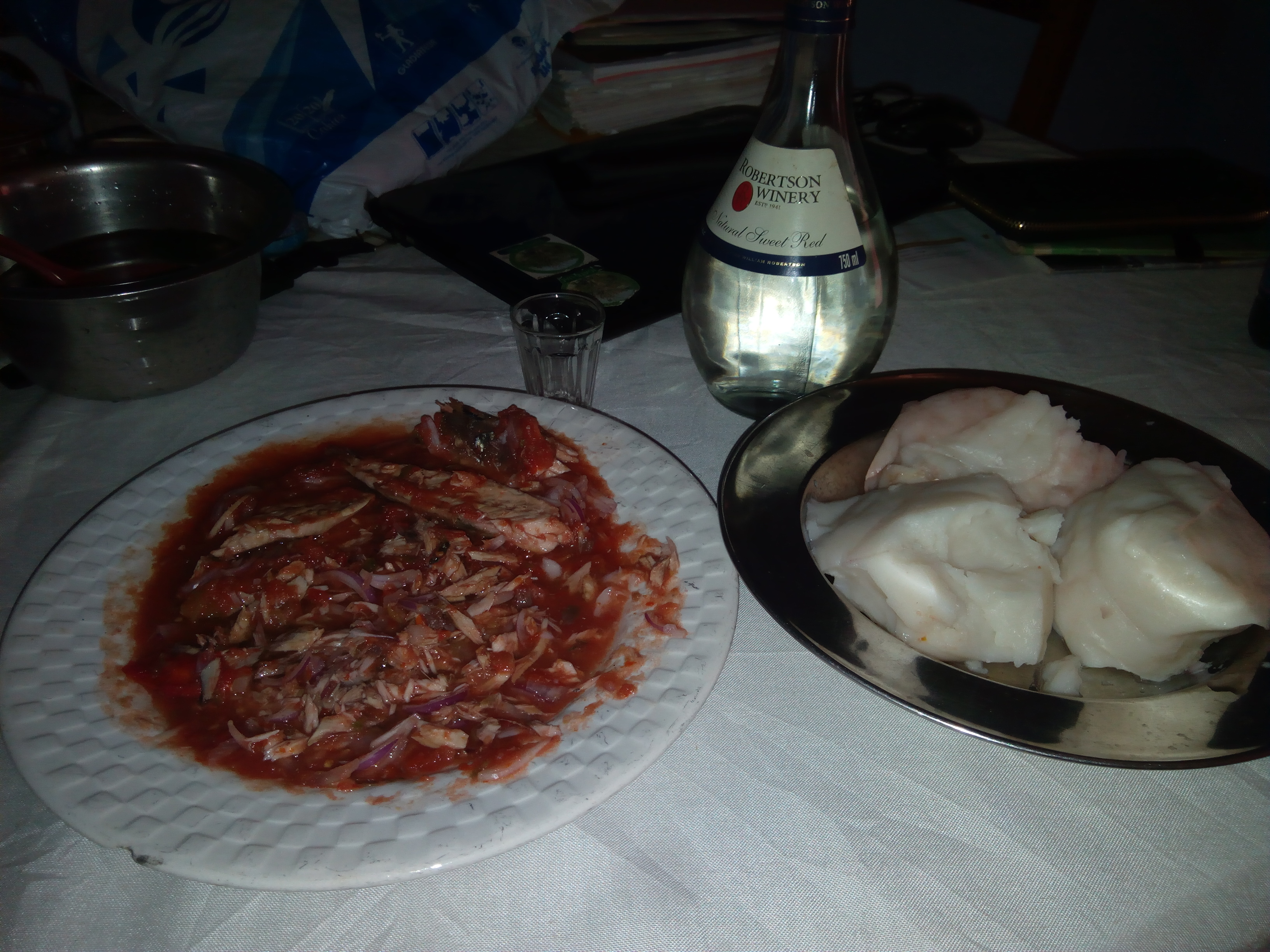
Monyo ou Moyo d'Akassa.